# Represa de Itá
La represa de Itá es una central hidroeléctrica brasileña ubicada sobre el río Uruguay, entre los municipios de Aratiba, estado de Río Grande del Sur e Itá, estado de Santa Catarina.
La presa fue inaugurada en 2000, aprovechando un desnivel del río Uruguay de 105 metros entre los ríos Auapê y Uvá en el cañón Estreito Augusto Cesar.
Construida por la empresa estatal Eletrosul (Centrais Elétricas do Sul do Brasil S.A.), es el primer aprovechamiento hidroeléctrico realizado por Brasil en este río, desde 1997 su construcción y operación están concecionados a la empresa Tractebel Energia S.A.
Posee una potencia total instalada de 1.450 MW, repartida en 5 turbinas tipo Francis de 290 MW cada una, que entraron en operación paulatinamente entre julio de 2000 y marzo de 2001. El dique posee una longitud de 880 metros y una altura de 125 metros, su embalse ocupa 141 km², con una cota máxima de 375 m s. n. m.